# Verdet barbablau
El verdet barbablau (Chloropsis cyanopogon) és un ocell de la família dels cloropseids (Chloropseidae).

## Hàbitat i distribució
Habita boscos i vegetació secundària de les terres baixes de la Península Malaia, Sumatra i les properes illes de Nias, Batu, Arxipèlag de Riau, Bangka i Belitung. Borneo i Banggi.